# Đa tạp Riemann
Trong hình học vi phân, một đa tạp Riemann hoặc không gian Riemann (M, g) là một đa tạp thực trơn M được trang bị với một tích vô hướng gp xác định dương trên không gian tiếp tuyến TpM tại mỗi điểm p. Theo qui ước, g là một tích vô hướng trơn. Tức là với mọi bản đồ trơn (U, x) trên M, n2 hàm
{\displaystyle g\left({\frac {\partial }{\partial x^{i}}},{\frac {\partial }{\partial x^{j}}}\right):U\to \mathbb {R} }
là các hàm trơn. Tương tự, ta có thể xét các mêtric Riemann Lipschitz hoặc các mêtric Riemann đo được, vân vân.
Họ các tích vô hướng gp nói trên được gọi là mêtríc Riemann (hay tenxơ mêtric Riemann). Những thuật ngữ này được đặt theo tên nhà toán học người Đức Bernhard Riemann. Ngành nghiên cứu về các đa tạp Riemann được gọi là hình học Riemann.
Một một (tenxơ) mêtríc Riemann cho phép định nghĩa một số khái niệm hình học trên các đa tạp Riemann, chẳng hạn như góc tại một giao điểm, chiều dài đường cong, diện tích bề mặt và các đại lương chiều cao tương ứng (thể tích, v.v.), độ cong ngoại biên của các đa tạp con, và độ cong nội tại của chính đa tạp lớn.

## Định nghĩa
Một đa tạp Riemann {\displaystyle M} là một đa tạp trơn với một 2-ten-xơ {\displaystyle g\in T^{*}M\otimes T^{*}M} sao cho
1. {\displaystyle g} đối xứng, tức là {\displaystyle \forall X,Y\in T_{p}M:g(p)(X,Y)=g(p)(Y,X)}
2. {\displaystyle g} xác định dương, tức là {\displaystyle \forall X\in T_{p}M-\{0\}:g(p)(X,X)>0}.

## Ví dụ
- Đường tròn {\displaystyle \mathbb {S} ^{1}} cùng với ten-xơ {\displaystyle d\theta \otimes d\theta } (thường được ký hiệu là {\displaystyle d\theta ^{2}}) là một đa tạp Riemann. Nó là đường tròn có bán kính bằng {\displaystyle 1}.

## Độ dài cung
Với mọi cung (khả vi) {\displaystyle \gamma :[a,b]\to M}, ta định nghĩa độ dài của cung {\displaystyle \gamma } là giá trị {\displaystyle L(\gamma )=\int _{a}^{b}g({\dot {\gamma }}(t),{\dot {\gamma }}(t))dt}. Giá trị này độc lập với cách ta tham số hóa {\displaystyle \gamma }.

## Khoảng cách
Nếu {\displaystyle M} là một đa tạp Riemann liên thông (và do đó liên thông cung do {\displaystyle M} là không gian Euclid địa phương), ta có thể định nghĩa khoảng cách Riemann giữa hai điểm {\displaystyle p,q\in M} như là infimum của các độ dài cung nối {\displaystyle p} và {\displaystyle q}. Không gian metric cảm sinh có chung tô pô với {\displaystyle M}.

## Liên thông Levi-Civita
Ứng với mỗi đa tạp Riemann {\displaystyle (M,g)}, tồn tại một liên thông tuyến tính {\displaystyle \nabla _{g}} trên {\displaystyle TM} được gọi là liên thông Levi-Civita.